# Жулдыз (журнал)
«Жулды́з» (каз. Жұлдыз — Звезда) — литературно-художественный и общественно-политический журнал. Издаётся в Алма-Ате на казахском языке. Является органом Союза писателей Казахстана. В журнале отражается процесс развития казахской советской литературы, поиски новых изобразительных средств, развитие новых жанров и форм.

## История
- Издаётся с 1928 года как журнал «Жаңа әдебиет» («Новая литература»)
- В начале 1930-х годов — «Әдебиет майданы» (Адебиет майданы, «Литературный фронт»), затем — «Әдебиет және искусство» («Литература и искусство»).
- С 1957 года — «Жұлдыз».

История журнала отражает развитие литературы Казахстана в XX веке.
Становлению журнала способствовали Б. Майлин, И. Джансугуров, М. Ауэзов, С. Муканов. Главными редакторами в разные годы были Г. Мусрепов, З. Кабдулов, А. Нурпеисов, С. Мауленов, Ш. Муртаза, Б. Тлегенов, М. Магауин. В редакциях «Проза», «Поэзия», «Ислам тагылымы» («Уроки ислама»), «Әдеби мұра» («Литературное наследие»), «Зерде», «Эдебиет-тану» («Литературоведение») и другие. публикуются новые произведения поэтов и писателей, статьи по истории, культуре, искусству и литературе казахского народа.
Тираж на 1972 год составлял около 180 тысяч экземпляров, на 2002 год — 4120 экземпляров. Учредитель: ЗАО «Қазақ газеттері» («Казахские газеты»). Выходит один раз в месяц, объём 10 печатных листов.

## Главные редакторы
- Первый редактор — Сейфуллин, Сакен.
- Турманжанов, Утебай Турманжанович (1935—1937),
- Магзум Тиесов, Мустафин, Габиден (1940—1948),
- Т.Ахтанов (1953—1954, 1971—1972),
- 3.Қабдолов (1954—1957),
- Ж.Молдағалиев (1958—1962),
- Ә.Нүрпейісов (1962—1964),
- С.Мәуленов (1964—1971),
- Ш.Мұртаза (1972—1975),
- Б.Тілегенов (1975—1988),
- М.Мағауин (1988—2006),
- Т.Медетбек (2006—2008),
- Ұ.Есдәулет (2008-20018)
- Ғ.Жайлыбай. (с 2018)[2]